# Їбінь
Їбінь (кит. спр. 宜宾市, піньїнь: Yíbīn Shì) — місто-округ в китайській провінції Сичуань. Резиденція Їбінської католицької єпархії.

## Географія
Їбінь розташовується у південно-східній частині провінції, лежить у Сичуанській западині на злитті річок Цзіньша та Міньцзян.

### Клімат
Місто знаходиться у зоні, котра характеризується вологим субтропічним кліматом. Найтепліший місяць — липень із середньою температурою 27.2 °C (81 °F). Найхолодніший місяць — січень, із середньою температурою 7.8 °С (46 °F).

## Релігія
| Клімат Їбіня            | Клімат Їбіня | Клімат Їбіня | Клімат Їбіня | Клімат Їбіня | Клімат Їбіня | Клімат Їбіня | Клімат Їбіня | Клімат Їбіня | Клімат Їбіня | Клімат Їбіня | Клімат Їбіня | Клімат Їбіня | Клімат Їбіня |
| Показник                | Січ.         | Лют.         | Бер.         | Квіт.        | Трав.        | Черв.        | Лип.         | Серп.        | Вер.         | Жовт.        | Лист.        | Груд.        | Рік          |
| Абсолютний максимум, °C | 17           | 22           | 31           | 35           | 33           | 36           | 37           | 37           | 36           | 31           | 25           | 20           | 37           |
| Середній максимум, °C   | 11           | 12           | 19           | 23           | 26           | 28           | 31           | 31           | 27           | 21           | 16           | 13           | 22           |
| Середня температура, °C | 7            | 9            | 15           | 19           | 21           | 24           | 26           | 26           | 23           | 18           | 13           | 10           | 18           |
| Середній мінімум, °C    | 4            | 6            | 11           | 15           | 17           | 20           | 22           | 22           | 19           | 15           | 11           | 7            | 14           |
| Абсолютний мінімум, °C  | −2           | 0            | 5            | 5            | 11           | 16           | 17           | 17           | 12           | 7            | 3            | 1            | −2           |
| Норма опадів, мм        | 10           | 30           | 40           | 70           | 110          | 210          | 220          | 220          | 110          | 100          | 40           | 20           | 1220         |
| Днів з дощем            | 11           | 13           | 13           | 16           | 18           | 19           | 15           | 13           | 18           | 21           | 13           | 10           | 186          |
| Вологість повітря, %    | 78           | 80           | 75           | 75           | 77           | 79           | 82           | 82           | 81           | 86           | 85           | 84           | 80           |
| ----------------------- | ------------ | ------------ | ------------ | ------------ | ------------ | ------------ | ------------ | ------------ | ------------ | ------------ | ------------ | ------------ | ------------ |
| Джерело: Weatherbase    |              |              |              |              |              |              |              |              |              |              |              |              |              |

## Адміністративний поділ
Міський округ поділяється на 3 райони і 7 повітів:
| Карта                                                                       | Карта     | Карта    | Карта            |
| --------------------------------------------------------------------------- | --------- | -------- | ---------------- |
| Піншань Сюйчжоу Цуйпін Наньсі Гао Чаннін ① Цзюньлянь Гун Сінвень ① Цзян'ань |           |          |                  |
| Статус                                                                      | Назва     | Оригінал | Населення (2020) |
| Район                                                                       | Наньсі    | 南溪区   | 332 796          |
| Район                                                                       | Сюйчжоу   | 叙州区   | 938 157          |
| Район                                                                       | Цуйпін    | 翠屏区   | 887 359          |
| Повіт                                                                       | Гао       | 高县     | 380 893          |
| Повіт                                                                       | Гун       | 珙县     | 339 200          |
| Повіт                                                                       | Піншань   | 屏山县   | 245 184          |
| Повіт                                                                       | Сінвень   | 兴文县   | 380 036          |
| Повіт                                                                       | Цзюньлянь | 筠连县   | 332 805          |
| Повіт                                                                       | Цзян'ань  | 江安县   | 424 470          |
| Повіт                                                                       | Чаннін    | 长宁县   | 327 904          |